# 埃拉托斯特尼

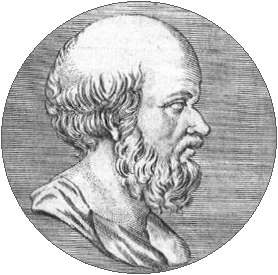

埃拉托斯特尼（羅馬化：Eratosthénēs，前276年—前194年），古希腊数学家、地理学家、历史学家、诗人、天文学家，生于昔兰尼，即今利比亚夏哈特；卒于托勒密王朝的亞歷山卓。埃拉托斯特尼最重要的贡献是设计出经纬度系统，计算出地球的周長。在數學上，他是篩法的先驅，廣泛用以尋找不大於特定數的質數的埃拉托斯特尼篩法即是由他所設計的。

## 生平
前276年，出生於Kyrene。
約前270年，他到雅典學習哲學，定居將近二十年時間，在此時期他已經展露出對外在比對內在更多的興趣。
約前246年，托勒密三世指定他为亚历山大图书馆的图书管理员和馆长，在任館長期間他鑽研數學，和阿基米德成為好友，並出版與數學、測量學有關書籍，他之後對地理的精確研究奠基於此。
约前240年，他根据亞歷山卓与赛印（现在埃及的阿斯旺）之间不同的正午时分的太阳高线及三角学计算出地球的圓周。当然，他的这种计算是基于太阳足够远而将其光线看成平行光的假设为根据的。
约前200年，他采用了「地理学」（geography）一詞來表示研究地球的學問。

## 贡献

### 测量地球周长
埃拉托斯特尼知道在一年之中白天最長的那天（夏至日）正午时分，太阳正好在阿斯旺天顶的位置，因为此时太陽光直射入阿斯旺城内的一口深井中，并在井底的水上反映出太陽的倒影。
他假设他的家乡亞歷山卓在阿斯旺的正北方（实际上亚历山大在阿斯旺偏西一个经度）。他在夏至日正午时分，測量了亞歷山大城裡一個方尖石塔投下影子的長度，计算出了这个时候太阳在亞歷山大的天顶以南7°。他推断出亚历山大到阿斯旺的距离一定是整个地球圆周的7/360 。
他从商队那里知道两个城市间的实际距离大概是5000视距（stadia，又譯作「斯塔德」、「斯泰特」）。他最终确立了700视距为一度。从而得出地球圆周为252,000视距。
虽然視距的确切長度我们現時已经无法考证（现在雅典的视距一般是指185米），但是现在普遍认为他推断出的距离应该在39,690千米到46,620千米之间（经过两极的地球实际周长是40,008千米）。

### 其它贡献
- 埃拉托斯特尼筛法，寻找質数的方法。
- 日地间距的测量，现在称一个这样的距离为一个天文单位（804,000,000 stadia）。
- 地月间距的测量，为780,000 stadia。
- 测量赤道与黄道之间的偏角，精确度达7'。
- 他编排了包含675颗星星的星图，现已失传。
- 沿尼羅河一直到喀土穆的地图。
- 第一個用地圖投影法製作地圖，繪製那時以地中海為中心的已知世界，从不列颠群岛到斯里兰卡、从里海到埃塞俄比亚。只有希巴恰斯、斯屈波和托勒密能做出更好的地图。
- 埃拉托斯特尼批評了亚里士多德認為人類分為希腊人和野蠻人的觀點，认为各种族自有优劣。

## 纪念
以他命名的月球事物：
- 厄拉多塞隕石坑
- 厄拉多塞地質時期

## 外部連結
- 約翰·J·奧康納; 埃德蒙·F·羅伯遜, ,  （英语）
- . algonet.se.   [2004年12月6日]. （原始内容存档于2004年12月13日） （英语）.